# Бикуловское сельское поселение
Бикуловское се́льское поселе́ние — муниципальное образование в Нурлатском районе Татарстана Российской Федерации.
Административный центр — деревня Бикулово.

## География
Поселение расположено на крайнем юге района в верховьях речки Аксумлинка.
Граничит с Фомкинским, Степноозёрским, Ахметовским сельскими поселениями и Самарской областью.
Расстояние от единственного населённого пункта до г. Нурлат — 15 км.
Железных дорог нет, но вдоль южной границы поселения проходит железнодорожная линия Ульяновск — Бугульма.

## История
Деревня Бикулово основана в XVIII в.. В 1920 г. население деревни превышало 1,5 тыс.человек.
Сельское поселение образовано в конце 2008 г. путём выделения из Фомкинского сельского поселения.
Статус и границы сельского поселения установлены Законом Республики Татарстан от 20 ноября 2008 года № 110-ЗРТ "О преобразовании Фомкинского сельского поселения Нурлатского муниципального района и внесении изменений в Закон Республики Татарстан «Об установлении границ территорий и статусе муниципального образования „Нурлатский муниципальный район“ и муниципальных образований в его составе».

## Население
| 2010 | 2011 | 2012 | 2013 | 2014 | 2015 | 2016 |
| ---- | ---- | ---- | ---- | ---- | ---- | ---- |
| 491  | ↘489 | ↗806 | ↘462 | ↘456 | ↗458 | →458 |
| 2017 | 2018 |      |      |      |      |      |
| ↘444 | ↘443 |      |      |      |      |      |

## Состав сельского поселения
| № | Населённый пункт | Тип населённого пункта          | Население |
| - | ---------------- | ------------------------------- | --------- |
| 1 | Бикулово         | деревня, административный центр | ↘444      |